# Juan Ramón Solís
Juan Ramón Solís (Chitré, Provincia de Herrera, Panamá, 14 de junio de 1984) es un exfutbolista panameño. Jugaba en la posición de mediocampista, se retiró en el año 2014 en el Club Deportivo Plaza Amador en la Liga Panameña de Fútbol. Actualmente ejerce como presidente de la Asociación de Futbolistas Profesionales de Panamá (AFUTPA).

## Biografía
Nació el 14 de junio de 1984 en la Ciudad de Chitré, es un exjugador de fútbol que se desempeñó como director técnico de la U-18 del Colegio Javier en la liga intercolegial Liga10.
Fue capitán de la selección U-20 de la histórica selección que fue la primera representación de Panamá en una competición final de la FIFA en cualquier categoría. Es propietario de la Academia BaGoSo junto a Felipe Baloy y Gabriel Gómez.
Actualmente tiene una academia en el Colegio Javier y Embassy Club.
Juega en el equipo de Sele 00 en la liga de exalumnos en el Colegio Javier.
Se retiró del fútbol en el año 2014 con el CD Plaza Amador con quien llegó a las semifinales del torneo en ese mismo año. 
Hizo un partido amistoso con muchos ex-seleccionados y actual seleccionados de equipo nacional de Panamá en la Ciudad de Chitre para la recaudación por la operación de un niño con cáncer. 
Es egresado del Colegio Javier, Prom 2000 junto al portero del LA Galaxy equipo de la MLS Jaime Penedo. Es graduado el Licenciatura en Administración de empresas.

## Selección nacional
Hizo su debut en la Selección de fútbol de Panamá el 27 de marzo de 2005, en un partido contra la Selección de fútbol de Costa Rica en las eliminatorias para la Copa Mundial de Fútbol de 2006. Dicho partido finalizó 2-1 favorable a Costa Rica. Luego inicio de titular el 31 de marzo de 2005 en el partido contra la selección de fútbol de México, también por las eliminatorias para la Copa Mundial de Fútbol de 2006. 
Disputó un total de ocho partido de diez convocatorias que recibió a lo largo de su carrera. También fue tomado en cuenta para las eliminatorias para la Copa Mundial de Fútbol de 2010, en donde quedaron eliminados en la primera fase contra la selección de fútbol de El Salvador.

### Participaciones en selección nacional
| Copa                     | Categoría | Sede                   | Resultado    | Partidos | Goles |
| ------------------------ | --------- | ---------------------- | ------------ | -------- | ----- |
| Campeonato Sub-20 2003   | Sub-20    | Panamá                 | Campeón      | 3        | 1     |
| Copa Mundial Sub-20 2003 | Sub-20    | Emiratos Árabes Unidos | Primera fase | 3        | 0     |

### Goles internacionales
| Núm. | Fecha                 | Lugar                                                | Rival       | Gol | Resultado | Competición     |
| ---- | --------------------- | ---------------------------------------------------- | ----------- | --- | --------- | --------------- |
| 1    | 21 de agosto de 2003  | Estadio Rommel Fernández, Panamá, Panamá             | Paraguay    | 1-2 | 1-2       | Amistoso        |
| 2    | 19 de febrero de 2005 | Estadio Doroteo Guamuch Flores, Guatemala, Guatemala | El Salvador | 0-1 | 0-1       | Copa Uncaf 2005 |

## Clubes
| Club                   | País        | Año         |
| ---------------------- | ----------- | ----------- |
| Sporting 89            | Panamá      | 1999        |
| Envigado Fútbol Club   | Colombia    | 2005        |
| San Francisco FC       | Panamá      | 2006 - 2007 |
| Club Deportivo Águila  | El Salvador | 2007        |
| San Francisco FC       | Panamá      | 2008        |
| Belize Defence Force   | Belice      | 2009        |
| San Francisco FC       | Panamá      | 2010 - 2011 |
| Sporting San Miguelito | Panamá      | 2011 – 2013 |
| CD Plaza Amador        | Panamá      | 2014        |

## Palmarés

### Campeonatos nacionales
| Título          | Club                   | País   | Año  |
| --------------- | ---------------------- | ------ | ---- |
| Torneo Apertura | San Francisco          | Panamá | 2008 |
| Torneo Apertura | San Francisco          | Panamá | 2009 |
| Torneo Apertura | San Francisco          | Panamá | 2011 |
| Torneo Clausura | Sporting San Miguelito | Panamá | 2013 |

- Datos: Q5952268